# تیلر (میسیسیپی)
تیلر اگرى دلتا (به انگلیسی: Taylor) روستایی در ایالت میسیسیپی کشور ایالات متحده آمریکا است که جمعیت آن در سرشماری سال ۲۰۱۰ میلادی، ۳۲۲ نفر بوده‌است.